# Auckland United FC
Der Auckland United Football Club ist ein neuseeländischer Fußballklub aus Mount Roskill in Auckland.

## Geschichte
Der Klub entstand im Jahr 2020 als Fusion von Onehunga Sports und Three Kings United. So nahmen die erste Mannschaft der Männer auch gleich einen Platz in der Northern League, sowie die Frauen-Mannschaft einen in der National Women’s League ein. Für die Saison 2021 im Chatham Cup bzw. im Kate Sheppard Cup, erhielten beide Mannschaften ein Freilos für die Vorrunde sowie die 1. Runde. Für die Männer-Mannschaft endete die Saison 2021 gleich mit einem zweiten Platz in der Northern League, womit man sich für die Championship qualifizierte. Aufgrund der zu der Zeit geltenden Reisebestimmungen aufgrund von COVID-19 kam es aber nicht zur Austragung der Championship. In der Folgesaison 2022 gelang dann ein dritter Platz in der Northern League, womit man nun erstmals auch an der Championship teilnehmen konnte. Hier verpasste man als dritter jedoch das Grand Final.
Die Frauenmannschaft gewann 2024 die OFC Women’s Champions League.